# Isak Andreas Langmo
Isak Andreas Langmo (* 27. Juli 2004) ist ein norwegischer Skispringer.

## Werdegang
Langmo nimmt seit 2016 an nationalen Wettbewerben teil. Am 17. Dezember 2021 debütierte er in Notodden im FIS Cup und gehörte 2023 und 2024 zur norwegischen Auswahl für die Junioren-Weltmeisterschaften. Am 2. März 2024 trat Langmo in Planica erstmals im Continental Cup an und errang einen Tag darauf mit einem 20. Platz elf Wettkampfpunkte, was ihm Rang 82 in der Winterwertung einbrachte. Am 14. September 2024 gab er sein Debüt im Grand Prix und holte als 23. ebenfalls Punkte.
Infolge der Suspendierung mehrerer Athleten wurde Langmo im März 2025 in die Weltcupmannschaft berufen und startete in Lahti und Planica.

## Statistik

### Grand-Prix-Platzierungen
| Saison | Platz | Punkte |
| ------ | ----- | ------ |
| 2024   | 41.   | 050    |

### Continental-Cup-Platzierungen
| Saison  | Platz | Punkte |
| ------- | ----- | ------ |
| 2024/25 | 57.   | 082    |